# Eduardo Vicente Navarro
Eduardo Vicente Navarro (Elda, 20 de setembre de 1975) és un polític valencià, diputat a les Corts Valencianes en la V, VI i VII Legislatures.
Llicenciat en ciències polítiques a la UNED. Militant del PSPV-PSOE, ha estat secretari general de les Joves Socialistes del País Valencià el 1997-2003, càrrec que canvià pel de secretari del PSPV-PSOE al Vinalopó Mitjà.
A les eleccions municipals espanyoles de 1995 fou escollit regidor de l'ajuntament d'Elda. Fou elegit diputat per la província d'Alacant a les eleccions a les Corts Valencianes de 1999, 2003 i 2007. Ha estat portaveu de drets humans, cooperació i solidaritat en el tercer món en la V legislatura i de seguretat nuclear en la VI legislatura. Actualment és vicesecretari general del PSPV-PSOE a Elda.